# Heliophaninae
Heliophaninae Petrunkevitch, 1928 è una Sottofamiglia di ragni appartenente alla Famiglia Salticidae dell'Ordine Araneae della Classe Arachnida.

## Distribuzione
I 28 generi oggi noti di questa sottofamiglia la rendono pressoché cosmopolita a livello di distribuzione nel mondo, ad eccezione del Canada, dove non è mai stato rinvenuto alcun esemplare.

## Tassonomia
A maggio 2010, gli aracnologi sono concordi nel suddividerla in 28 generi:
- Bacelarella Berland & Millot, 1941 — Africa (7 specie)
- Carrhotus Thorell, 1891 — Africa, Regione paleartica, Madagascar, Asia meridionale (23 specie)
- Ceglusa Thorell, 1895 — Myanmar (1 specie)
- Chrysilla Thorell, 1887 — Africa, Asia, Australia (6 specie)
- Cosmophasis Simon, 1901 — Africa, dall'Asia sudorientale all'Australia (46 specie)
- Echinussa Simon, 1901 — Madagascar (3 specie)
- Epocilla Thorell, 1887 — Asia meridionale, Isole Seychelles, Isole Hawaii, Mauritius (8 specie)
- Festucula Simon, 1901 — Africa (3 specie)
- Hakka Berry & Prószynski, 2001 — dalla Cina al Giappone, Isole Hawaii (1 specie)
- Helicius Zabka, 1981 — Russia, Corea, Bhutan, Giappone (5 specie)
- Heliophanillus Prószynski, 1989 — dal Mediterraneo all'Asia Centrale, Yemen, Socotra (3 specie)
- Heliophanoides Prószynski, 1992 — India, Bhutan (3 specie)
- Heliophanus C. L. Koch, 1833 — Africa, Eurasia, Australia (147 specie)
- Helvetia Peckham & Peckham, 1894 — America meridionale, Isole Galapagos (7 specie)
- Icius Simon, 1876 — Africa, Eurasia, dall'America centrale all'America meridionale, Micronesia (27 specie)
- Jaluiticola Roewer, 1944 — Isole Marshall (1 specie)
- Maltecora Simon, 1910 — Principe e São Tomé (Golfo di Guinea) (3 specie)
- Marchena Peckham & Peckham, 1909 — USA (1 specie)
- Matagaia Ruiz, Brescovit & Freitas, 2007 — Brasile (1 specie)
- Menemerus Simon, 1868 — fascia intertropicale, Europa (64 specie)
- Natta Karsch, 1879 — Africa, Madagascar, São Tomé (2 specie)
- Orsima Simon, 1901 — Africa, Asia meridionale (2 specie)
- Paraheliophanus Clark & Benoit, 1977 — Isola di Sant'Elena (4 specie)
- Phintella Strand, 1906 — Eurasia, Africa (37 specie)
- Pseudicius Simon, 1885 — Africa, Eurasia (76 specie)
- Tasa Wesolowska, 1981 — Cina, Corea, Giappone (2 specie)
- Theriella Braul & Lise, 1996 — Brasile, Argentina (3 specie)
- Yepoella Galiano, 1970 — Argentina (1 specie)